# تولائو
تولائو (به آلمانی: Tülau) یک شهر در آلمان است که در نیدرزاکسن واقع شده‌است.

## خصوصیات
تولائو ۲۳٫۵۳ کیلومترمربع مساحت دارد ۷۲ متر بالاتر از سطح دریا واقع شده‌است.